# لوغان كوتور
لوغان كوتور هو لاعب هوكي جليد كندي، ولد في 28 مارس 1989 في جيلف في كندا.

## وصلات خارجية
- لوغان كوتور على موقع دوري الهوكي الوطني (الإنجليزية)
- لوغان كوتور على موقع قاعة مشاهير الهوكي (لاعب أن.إتش.أل) (الإنجليزية)
- لوغان كوتور على موقع EliteProspects.com (الإنجليزية)
- لوغان كوتور على موقع Eurohockey.com (الإنجليزية)
- لوغان كوتور على موقع HockeyDB.com (الإنجليزية)
- لوغان كوتور على موقع Hockey-Reference.com (الإنجليزية)